# 比賈比將
比賈比將是赤道畿內亞的城市，由基埃恩特姆省負責管轄，位於該國大陸南部，毗鄰與加蓬接壤的邊境，當地主要語言是法語，2010年人口估計為4,802。